# スティーブ・オリン
スティーブン・ロバート・オリン（Steven Robert Olin, 1965年10月4日 - 1993年3月22日）は、アメリカ合衆国・オレゴン州ポートランド出身の元プロ野球選手（投手）。右投右打。

## 経歴

### プロ入り前とインディアンス時代
ポートランド州立大学から、1987年のMLBドラフト16巡目（全体411位）でクリーブランド・インディアンスに指名され入団。2年目の1989年には早くもメジャー初昇格を果たし、この年は25試合に登板した。
その後も中継ぎ投手として登板を続け、1991年シーズンの途中からはクローザーに配置転換される。翌1992年は一年を通してクローザーとして起用され72試合に登板して8勝5敗29セーブ、防御率2.45の好成績を残し、将来を嘱望されていた。本人がアンダースローの投手であったことにちなみ、登場曲はビートルズのイエロー・サブマリンであった。

### 事故死
しかし、1993年のシーズン開幕直前の3月22日、スプリングトレーニング中に同僚のティム・クルーズ、ボブ・オヘーダとフロリダ州クリアモントの湖でボートを操縦していたところ、このボートが湖の桟橋に激突する水難事故に遭い死亡した。27歳没。同時に乗船していたクルーズも翌日に死去し、オヘーダは重傷を負ったものの一命を取り留めた。事故後の調査でオリンとオヘーダの体内からはアルコールが検出されたことが判明したが、数値は法で認められた基準の範囲内であった。また、湖はクルーズの私有地であり、当時操縦していたのもクルーズであることが調査で明らかになっているため、アルコールの件に関しては事故との関連はない。
その2年後の1995年、インディアンスは同年のアメリカンリーグ中地区を2位と30ゲーム差の100勝44敗という成績で制した。地区優勝が決まった際、球場ではオリンを偲び彼のお気に入りだったガース・ブルックスのザ・ダンスが流された。監督のマイク・ハーグローヴが試合前に予め球場のスコアボードの担当者に要請してのことだった。

## 詳細情報

### 背番号
- 50（1989年）
- 31（1990年 - 1992年）